# 熊本県信用組合
熊本県信用組合（くまもとけんしんようくみあい）は、熊本県熊本市に本店を置く信用組合である。

## 概要
ATMでは、しんくみ お得ねっと提携信用組合のカードによる出金は自組合扱いとなる。
これまで熊本県一円を事業区域としていたが、2006年9月には、隣県である宮崎県の宮崎県北部信用組合と合併し、宮崎県北部（宮崎県西臼杵郡、延岡市（北浦町を除く）が、定款上の事業エリア）にも事業区域を拡大すると共に支店2か所を構えることになった。

## 沿革
- 1950年11月 人吉球磨信用組合を設立（当組合の母体）。
- 1953年2月 牛深信用組合を設立（その後、1958年7月に設立した河浦信用組合と合併する）。
- 1953年11月 大津信用組合を設立。
- 1955年6月 阿蘇信用組合を設立。
- 1955年12月 信用組合三和興銀を設立。
- 1956年10月 鏡信用組合を設立。
- 1958年8月 熊本総合信用組合を設立。
- 1958年11月 八代信用組合を設立。
- 1960年6月 三角信用組合を設立する。
- 1961年11月 宇土市信用組合を設立。
- 1961年12月 松橋信用組合を設立。
- 1985年4月 人吉球磨・牛深・大津・阿蘇・三和興銀・鏡・熊本総合・八代・三角・宇土市・松橋の計11信用組合が合併して熊本県信用組合となり、本店を熊本市に移す。
- 2006年9月 宮崎県北部信用組合と合併し、事業区域を宮崎県北部にも拡大する。
- 2018年2月26日 北方支店を高千穂支店に統合する。北方支店設置のATMは引き続き利用可[2]。
- 2020年1月27日 高浜支店を本渡支店に統合する[3]。
- 2020年2月17日 合志支店を開設[4]し、合志市と熊本市北区の取引を同支店に移管。
- 2022年2月21日 天明支店を宇土支店に統合する。天明支店設置のATMは統合後も引き続き利用可[5]。
- 2022年3月1日 北方出張所(ATMのみ、旧:北方支店)廃止となる[6]。